# Кизи, Кен
Ке́ннет Э́лтон «Кен» Ки́зи (англ. Kenneth Elton "Ken" Kesey [ˈkiːziː]; 17 сентября 1935 — 10 ноября 2001) — американский писатель, драматург, журналист. Известен, в частности, как автор романа «Пролетая над гнездом кукушки». Автор считается одним из главных писателей бит-поколения и поколения хиппи, оказавшим большое влияние на формирование этих движений и их культуру.

## Биография

### Ранние годы
Родился в местечке Ла-Хунта (штат Колорадо), в семье владельца маслобойни. В 1946 году переехал в Спрингфилд (штат Орегон). Юность Кизи прошла на отцовской ферме в долине Вилламетт, где он рос и воспитывался в добропорядочной, набожной американской семье. В школе Спрингфилд, а затем и в колледже Кизи увлекался американским футболом и борьбой и даже стал чемпионом штата по борьбе в весовой категории до 167 фунтов. После окончания школы Кен сбегает из дома с одноклассницей Фэй Хэксби. Впоследствии Фэй станет вечной верной спутницей идеолога контркультуры и родит от него четверых детей.
В 1957 году Кизи окончил факультет журналистики университета штата Орегон. Начал увлекаться литературой, был награждён Национальной стипендией Вудро Уилсона и зачислен на курсы писательского мастерства в Стэнфордский университет.
Подробно о ранних годах жизни Кизи повествует Чак Кайндер в романе «Медовый месяц» (2001).

### Эксперименты спсиходеликами
В 1959 году в Стэнфордском университете, чтобы заработать, Кизи пошёл работать помощником психиатра в госпиталь ветеранов «Menlo Park», где добровольно участвовал в экспериментах по изучению воздействия на организм ЛСД, мескалина и других психоделиков.
В 1964 году вместе с друзьями-единомышленниками он организовал хипповскую коммуну под названием «Весёлые Проказники» (англ. Merry Pranksters). Коммуна устраивала концерты-хеппенинги под названием «кислотные тесты» (англ. Acid Tests) с раздачей ЛСД всем желающим. «Кислотные тесты» часто сопровождались световыми эффектами (стробоскопами) и музыкой, которую вживую играла молодая группа Grateful Dead.
Позднее подобные вечеринки часто посещал поэт Аллен Гинзберг, а также прошли здесь боевое крещение «кислотой» и легендарные Ангелы Ада, что хорошо осветил Хантер Томпсон в своей книге «Ангелы Ада».

### «Полёт над гнездом кукушки»
В 1959 году Кизи написал «Зоопарк», новеллу о битниках, живущих коммуной в Норд-Бич (Сан-Франциско), но она так и не была опубликована. В 1960 он написал «Конец осени», о молодом человеке, покинувшем свою рабочую семью после получения стипендии в школе Ivy League, также не опубликованный.
Идея «Пролетая над гнездом кукушки» пришла к Кизи во время работы ночным санитаром в госпитале ветеранов в Менло-Парке. Кизи часто проводил время в разговорах с пациентами, иногда находясь под влиянием галлюциногенов, которые он принимал, участвуя в экспериментах с психоделиками. Кизи не верил, что эти пациенты были ненормальными, скорее общество отвергло их, поскольку они не вписывались в общепринятые представления о том, как человек должен себя вести. Опубликованный в 1962 году, роман имел немедленный успех; в 1963, он был переработан в имевшую успех постановку Дэйлом Вассерманом; в 1975, Милош Форман снял одноименный фильм, получивший 5 премий «Оскар» (лучший фильм, лучшая режиссура, лучшие актёр и актриса в главных ролях, лучший адаптированный сценарий), а также 28 других наград и 11 номинаций. Роман получил номер 58 в Рейтинге 100 лучших книг всех времён журнала Ньюсвик.

### Автобусное путешествие
В 1964 году, после публикации романа «Порою блажь великая» (другие варианты перевода названия: «Порою нестерпимо хочется», «Времена счастливых озарений»), Кизи пригласили в Нью-Йорк. Купив старый школьный автобус «Интернэшнл Харвест» 1939 года выпуска, «Проказники» раскрасили его яркими флуоресцентными красками, назвали «Furthur» (модификация слова further — дальше, вариант перевода на русский — «Далше», то есть «дальше» без мягкого знака). И, пригласив на место водителя Нила Кэссиди, отправились в путешествие по Америке во Флашинг (штат Нью-Йорк) на Международную выставку, которое виднейший публицист и историк XX века Жан Бодрийяр назвал «самым странным путешествием за всю историю человечества, после похода за золотым руном аргонавтов и сорокалетнего странствия Моисея по пустыне».
Этот период жизни и деятельности Кена Кизи и «Весёлых Проказников» запечатлён в документальном романе Тома Вулфа «Электропрохладительный кислотный тест» (англ. The Electric Kool-Aid Acid Test). Газета «Нью-Йорк Таймс» назвала этот роман лучшей книгой о хиппи.
Когда ЛСД был объявлен вне закона в США, «Весёлые Проказники» перебрались в Мексику. Но по возвращении в США Кизи был арестован за хранение марихуаны и осуждён на 5 месяцев.

### Проблемы с законом
Кизи был арестован за хранение марихуаны в 1965. Пытаясь ввести в заблуждение полицию, он сфальсифицировал самоубийство, попросив друзей оставить его грузовик на отвесной скале на берегу моря около Eureka, вместе с замысловатой предсмертной запиской, написанной Проказниками. Кизи сбежал в Мексику в багажнике машины друзей. По возвращении в США восемью месяцами позже, Кизи был арестован и отправлен в тюрьму округа Сан-Матео в Редвуде (Калифорния), на пять месяцев. По освобождении он вернулся на семейную ферму в Плезент-Хилле, в долине Вилламетт, где провёл остаток своей жизни. Здесь он написал множество статей, книг (в основном — сборников эссе) и рассказов.

### Поздние годы
После освобождения Кизи переехал в Плезент-Хилл (Орегон), чтобы посвятить себя семье. Он стал вести размеренную, уединённую жизнь, занялся сельским хозяйством, но продолжал писать.
В 90-е годы, когда мода и идолы 60-х возродились, Кизи вновь стал появляться на публике. В 1995 «Проказники» вновь собрались вместе, чтобы проститься со смертельно больным раком Тимоти Лири. Отыскав на болотистом пастбище проржавевший автобус «Далше», они вновь разукрасили его и отправились на фестиваль «Hog Farm Pig-Nick». В 1997 во время исполнения песни «Восхождение полковника Форбина» на концерте группы «Phish» Кизи последний раз вышел на сцену вместе с «Проказниками».

### Литературная деятельность
Опыт работы с психоактивными веществами в госпитале ветеранов был использован Кизи при написании первой книги «Пролетая над гнездом кукушки». Роман имел огромный успех у критиков и читателей. Кизи удалось создать произведение, парадоксально сочетающее в себе чётко выстроенный реалистический сюжет и неповторимую, призрачно-фантастическую повествовательную форму. Роман отличается народным лукавым юмором. По нему Милош Форман в 1975 году поставил одноимённый фильм. Кизи остался очень недоволен экранизацией. В частности, из-за того, что в фильме Вождь Швабра «отодвинут» на второй план, в то время как в романе это один из главных персонажей, от лица которого ведётся повествование.
После успеха этого романа, в 1962 году Кизи купил землю в Ла-Хонде (Калифорния). Здесь он написал новую книгу «Порою блажь великая» (1964), повествующую о семье лесорубов с разнообразными, сложными характерами, в которой наблюдается конфликт между индивидуализмом Западного Побережья США и интеллектуализмом Восточного. Второй роман также получает широкое признание.
Экранизация «Порою блажь великая» состоялась в 1971-м году. Главных героев сыграли Пол Ньюмен и Генри Фонда, а фильм был номинирован на две награды Киноакадемии.
Позже, в Плезент-Хилле, Кизи написал свой третий роман «Песнь моряка», который издаётся лишь в 1992 и не имеет большого успеха.
Кизи написал множество эссе и рассказов. Среди которых эксцентричный сборник «Гаражная распродажа Кена Кизи» (1972). Центральное место в книге занимает киносценарий «По ту сторону границы», коллективно созданный Кизи, Полом Фостером, Кати Вагнер и Кенном Беббсом. А также «Демон Максвелла» (1986), «Пещеры» (1990) и книги для детей, сатирическую пьесу «Обманщик» (1994), написанную по мотивам «Волшебника из страны Оз» Л. Фрэнка Баума.

### Смерть
Последние годы Кизи очень много болел. У него был диабет, рак печени, также он пережил инсульт. Ему сделали операцию, но через 2 недели состояние писателя резко ухудшилось. Умер Кен Кизи 10 ноября 2001 года в Sacred Heart Hospital в городе Юджин (Орегон) в возрасте 66 лет.

## Работы

### Романы
- 1962 «Пролетая над гнездом кукушки» (англ. One Flew Over the Cuckoo's Nest)
- 1964 «Порою блажь великая» (англ. Sometimes a Great Notion)
- 1992 «Песнь моряка» (англ. Sailor Song)
- 1994 «Последний заезд» (совместно с Кеном Баббсом) (англ. Last Go Round)

### Сборники рассказов и эссе
- 1973 «Гаражная распродажа Кизи» (англ. Kesey's Garage Sale)
- 1986 «Когда явились ангелы» (англ. Demon Box)
- 2003 «Тюремный журнал» (англ. Kesey's Jail Journal)

### Пьесы
- 1990 «Дальнейшее расследование» (англ. The Further Inquiry)
- 1994 «Обманщик» (англ. Twister)

### Экранизации
- 1971 «Иногда великая идея…» (англ. Sometimes a Great Notion)
- 1975 «Пролетая над гнездом кукушки» (англ. One Flew Over the Cuckoo's Nest)
- 1999 «Кислотный тест» (англ. Acid Test) — любительский фильм, снятый во время автобусного путешествия с Весёлыми проказниками.

### Издания на русском языке
- Кизи К. Пролетая над гнездом кукушки. Роман / Пер. с англ. В. П. Голышева. — М.: ТКО «АСТ», 1993. — 320 с. — ISBN 5-88196-126-9
- Кизи К. Порою нестерпимо хочется…: Роман / Пер. с англ. М. Ланиной. — Спб.: Лениздат, 1993. — 574 с. — ISBN 5-289-01565-5
- Кизи К. Пролетая над гнездом кукушки. Роман / Пер. с англ. О. Крутилиной. — М.: «Центрполиграф», 2004. — 398 с. — ISBN 5-9524-1119-3